# 野木京子
野木京子（のぎ きょうこ、1957年11月14日 - ）は日本の詩人。詩誌「スーハ！」「マンドラゴラ」同人。

## 経歴
熊本県八代市に生まれる。立教大学文学部英米文学科卒業。2007年、詩集『ヒムル、割れた野原』で第57回H氏賞を受賞。2024年、詩集『廃屋の月』にて第35回富田砕花賞および第75回芸術選奨文部科学大臣賞を受賞。広島市に在住していた経験があり、中国新聞「中国詩壇」の選者を務める。

## 著書

### 詩集
- 『銀の惑星その水棲者たち』矢立出版、1995年7月。
- 『枝と砂』思潮社、2000年10月。
- 『ヒムル、割れた野原』思潮社、2006年9月。
  - 友人を失った経験を回顧しつつ、死別と自身にも必ず訪れる死について思索した作品を集めたもの。作中でよく用いられる「川」や「水の流れ」といったキーワードは彼岸との境にある三途の川などを象徴するものと解される[6]。
- 『明るい日』思潮社、2013年6月。
- 『クワカ ケルカ』思潮社、2018年9月。
- 『廃屋の月』書肆子午線、2024年3月。ISBN　978-4-908568-41-1

### エッセイ
- 『空を流れる川―ヒロシマ幻視行』ふらんす堂、2010年10月。